# Volker Wissing
Volker Wissing (Landau in der Pfalz, 22 de abril de 1970) es un abogado y político alemán del que se desempeñó como ministro federal de Transporte e Infraestructura Digital y ministro federal de Justicia en el gobierno del canciller Olaf Scholz desde 2021 y 2024, respectivamente. Anteriormente, fue viceministro-presidente de Renania-Palatinado bajo el gobierno estatal de la ministra-presidenta Malu Dreyer de 2016 a 2021, secretario general del Partido Democrático Libre (FDP) desde 2020 hasta 2022 y miembro del Bundestag de 2004 a 2013.

## Biografía
Wissing nació en 1970 en la ciudad alemana de Landau in der Pfalz y estudió derecho en la Universidad del Sarre.
Wissing obtuvo un título en derecho y trabajó durante algún tiempo como juez antes de ingresar a la política profesional.
Wissing ingresó en el Partido Democrático Libre (FDP) en 1998. Se convirtió en miembro del Bundestag en 2004 cuando tomó el escaño de Marita Sehn, quien había muerto en un accidente automovilístico. Desde 2004 hasta 2013, se desempeñó en el Comité de Finanzas; presidió el comité desde 2009 hasta 2013. Desde 2011 hasta 2013, también se desempeñó como uno de los vicepresidentes de su grupo parlamentario, bajo el liderazgo del presidente Rainer Brüderle.
En las negociaciones para formar un gobierno de coalición del FDP y los demócratas cristianos de la CDU/CSU tras las elecciones federales de 2009, Wissing formó parte de la delegación del FDP en el grupo de trabajo sobre política financiera e impuestos, encabezado por Thomas de Maizière y Hermann Otto Solms.
A nivel estatal, Wissing se convirtió en presidente de la rama estatal de su partido en Renania-Palatinado en 2011, sucediendo a Rainer Brüderle. Dirigió al FDP de regreso al Parlamento Regional de Renania-Palatinado en las elecciones estatales de 2016. Después de las negociaciones de la coalición, Wissing se convirtió en viceministro presidente y ministro de Economía, Transporte, Agricultura y Viticultura en el segundo gabinete de Malu Dreyer.
En 2020, el líder del FDP, Christian Lindner, nominó a Wissing como secretario general del partido, sucediendo a Linda Teuteberg. Posteriormente, Wissing anunció su cambio de la política estatal a la arena federal, anunciando su candidatura al Bundestag en las elecciones federales de 2021. El 24 de noviembre de 2021, fue nominado por el Comité Ejecutivo Federal del FDP para el cargo de Ministro Federal de Transporte e Infraestructura Digital en el gobierno federal de Olaf Scholz. Asumió el cargo el 8 de diciembre de 2021.
Tras la crisis gubernamental de 2024 que desencadenó la salida del FDP del gobierno, Wissing optó por permanecer en el gobierno asumiendo adicionalmente el Ministerio Federal de Justicia, al tiempo que renunció a su militancia en el FDP.